# 吾磨壮奇
吾磨 壮奇（あがま そうき、1984年4月27日 - ）は、神奈川県出身の日本の俳優。身長174cm、体重77kg、血液型A型。
スターダストプロモーションに所属後、松本ししまる（まつもとししまる）に改名。TVや映画などの映像作品を中心に芸能活動をしている。

## 人物
- 趣味は料理、筋トレ、空の写真を撮る。
- 好物は焼肉、寿司、パスタ。
- 苦手な食べ物はフルーツ全般、煮豆、トムヤムクン。
- 好きな音楽は久保田利伸、竹原ピストル、10-FEET、ウルフルズ。
- 好きなファッションブランドはBOUNTY HUNTER、SUPREME、STUSSY、VANS。

## 出演

### 映画
- 喧嘩上等天下高校（2009年公開） - ミズノ役
- ストイックガール 完全版（2009年10月公開） - 木之役
- B-ON（2010年2月公開） - 四上要役
- B-ON 美女木兄弟戦争篇（2010年4月公開） - 四上要役
- 学忍（2010年9月公開） - 柿林超乃真役
- B-ON 不良全滅篇（2010年11月公開） - 四上要役
- ブラックスクール 裏黒（2011年7月公開） - 浅利一雄役
- ブラックスクール 黒白（2011年7月公開） - 浅利一雄役
- ブラックスクール 白光（2011年9月公開） - 浅利一雄役
- デスヤンキー 中坊篇（2011年9月公開） - 広高次役
- デスヤンキー 高校生篇（2011年11月公開） - 広高次役
- デスヤンキー 死闘篇（2011年11月公開） - 広高次役
- TO-BE（2011年12月公開） - 墨田守役
- B-ON 蘭城高校危機一髪篇 (2012年2月公開） - 四上要役
- G-ON（2012年3月公開） - 加藤先生役、四上要役
- ワーストギア（2012年4月公開） - 松方弘役
- 少年ギャング（2012年6月公開） - 富樫六明役
- ワルガール（2012年6月公開） - フトネギ役
- B-ON 死闘篇（2012年7月公開） - 四上要役
- B-ON 決闘篇（2012年7月公開） - 四上要役
- ダブルX（2012年8月公開） - ブル役
- G・F・G（2012年9月公開） - 地蛇雷也役
- B-ON.R 奴が帰って来た篇（2012年11月公開） - 四上要役
- ギャングジャッジ（2012年11月公開） - 三菱役、玉木役
- ヤンキーロード（2013年2月公開） - 音五田六役
- ローリングQ（2013年2月公開） - 岡田役
- ごくやん〜極道ヤンキーティーチャー（2013年3月30日公開）
- BEN BEN（2013年6月15日公開）
- BEN BEN ZERO~爆裂ヤンキー伝（2013年6月15日公開）
- デッド･ヤンキー･デッド（2013年8月24日公開）
- WELLDONE〜極道兄弟（2013年8月24日公開）
- BOMBER~ヤンキーポリス（2013年10月12日公開）
- 喧嘩請負人（2013年12月14日公開）
- DEMOLITION（2013年12月14日公開）
- 悪少年(ヤンキー)（2014年1月25日公開）
- ギャン×key（2014年3月1日公開）

### テレビ
- 斉藤さん2
- 悪夢ちゃんSP
- 水球ヤンキース
- あすなろ三三七拍子
- スカッとジャパン
- 世にも奇妙な物語
- 笑っていいとも

### CM
- 「DUNLOPタイヤ」WebCM - プロレス研究生役
- AVAVEL
- キンカン
- スシロー